# Yeatesia
Yeatesia  é um gênero botânico da família Acanthaceae.

## Sinonímia
Gatesia A.Gray

## Espécies
Estão descritas três espécies:
- Yeatesia mabryi
- Yeatesia platystegia
- Yeatesia viridiflora

## Nome e referências
Yeatesia Pequeno, 1896